# Samsung Gear VR
Samsung Gear VR ist ein Virtual Reality-Headset, das von Samsung in Kooperation mit Oculus VR entwickelt wurde. Es wurde am 3. September 2014 vorgestellt und gelangte am 27. November 2015 in den Verkauf. Das Gerät kann nur in Kombination mit einem Samsung-Galaxy-Smartphone verwendet werden. Die Grafikausgabe wird dabei vom Smartphone übernommen, während das Gerät Tasten, Sensordaten sowie die optischen Elemente zur Verfügung stellt.